# Paul Walden
Paul Walden, född 27 juli (gamla stilen 14 juli) 1863 i Livland, död 22 januari 1957 i Gammertingen i Förbundsrepubliken Tyskland, var en balttysk kemist.

## Biografi
Walden studerade 1883-1888 vid polyteknikum i Riga, där han var assistent från 1885 i fysik, från 1888 i kemi, studerade 1890-1891 i Leipzig, där han blev filosofie doktor, och 1893 i München. Han utnämndes 1892 till docent och 1894 till professor i analytisk och fysikalisk kemi samt 1896 till ordinarie professor i oorganisk och fysikalisk kemi vid Rigas polyteknikum. Han erhöll 1899 doktorsgraden i kemi vid Sankt Petersburgs universitet och var 1902-1919 direktor för Polyteknikum i Riga, som en tid under den tyska invasionen (1916-1918) under första världskriget var förlagt till Moskva. Från 1912 var han också chef för ryska vetenskapsakademins kemiska laboratorium. Han var 1919-1934 professor i kemi vid universitetet i Rostock och honorärprofessor i Tübingen 1947-1953.
Walden gjorde omfattande insatser inom den fysikaliska kemin och var en av det tidiga 1900-talets främsta vetenskapsmän inom området. Särskilt uppmärksammade blev hans arbeten om salters och syrors vattenlösningars elektriska ledningsförmåga (i Wilhelm Ostwalds Zeitschrift 1887, 1888 och 1891 och Bulletin de l’Académie impériale de St. Pétersbourg, 1913), inom stereoisomerin, särskilt om det som (via Emil Fischer) kom att kallas waldenomlagring (i Berichte der deutschen chemischen Gesellschaft 1897 och 1898 samt i Petersburgs fysisk-kemiska sällskaps journal 1898), om organiska lösnings- och joniserings-medel, där han studerat sambandet mellan elektriska ledningsförmågan och viskositet, löslighet, lösningsvärme och dielektricitetskonstant (Ostwalds Zeitschrift 1905-1908, 1912 och 1920 i Bull. de l’Acad. imp. de St. Pétersbourg 1912 och 1913), vidare om kapillaritetskonstant och inre tryck (Ostwalds Zeitschrift 1909), om lösta salters dielektricitetskonstant (i Bull. de l’Acad. imp. de St. Pétersbourg, 1912, och Journal of the American Chemical Society, 1913).
Walden invaldes 1928 som utländsk ledamot av Kungliga Vetenskapsakademien.